# Kaliumnatriumtartrat
Kaliumnatriumtartrat-tetrahydrat, C4H4O6KNa•4H2O, med trivialnamn seignettesalt, även föråldrat som vinsyrat kalinatron eller natronvinsten, utgörs av färglösa, genomskinliga kristaller eller ett vitt kristallpulver. Det är luktfritt och med en saltartad smak, samt löses i 1,2 delar vatten och är nästan olösligt i sprit. Vid upphettning förkolas ämnet under avgivande av en karamelliknande doft.

## Framställning
Kaliumnatriumtartrat kan betraktas som ett vattenhaltigt dubbelsalt, som framställs av den vid tillverkning av vinsten uppkomna biprodukten kalciumtartrat. Detta kokas med en vattenlösning av soda och pottaska där olösligt kalciumkarbonat bildas. Lösningen, som frånfiltreras och indunstas till kristallation, innehåller saltet kaliumnatriumtartrat.
På liknande sätt kan detta erhållas av den råa vinstenen.
I liten skala kan det framställas genom lösning av fyra delar ren kristallinsk soda och fem delar renad vinsten i 24 delar destillerat vatten, varefter lösningen indunstas till kristallation.

## Användning
Kaliumnatriumtartrat kan användas inom kemin för analytiska ändamål. För detta krävs att det ej får reagera för fenolftalein eller metylrött, vilket är ett säkert tecken på att det ej innehåller basiskt eller surt salt. Det skall också vara fritt från klorider, ”metaller”, ammonium, kalcium och arsenik. Kaliumnatriumtartrat är en beståndsdel i Fehlings lösning för att påvisa vissa reducerande ämnen såsom aldehyder eller sockerarter.
Kaliumnatriumtartrat har också användning inom medicinen som beståndsdel i brustabletter. 
Syragivaren i bakpulver kan vara kaliumnatriumtartrat.